# Martlesham
Martlesham är en by och en civil parish i distriktet East Suffolk, Suffolk, England. Parish har 5 501 invånare (2001).